# Eblisia sundae
Eblisia sundae är en skalbaggsart som först beskrevs av Schmidt 1889.  Eblisia sundae ingår i släktet Eblisia och familjen stumpbaggar. Inga underarter finns listade i Catalogue of Life.